# Eparchie vratislavsko-štětínská
Eparchie Vratislav-Štětín je eparchie Polské pravoslavné církve nacházející se v Polsku.

## Území a titul biskupa
Zahrnuje území Dolního Slezska, Lubušska a Západopomořanského vojvodství.
Eparchiálnímu biskupovi náleží titul biskup vratislavský a štětínský.

## Historie
Před Velký schizmatem vznikla v 10. století vratislavská diecéze, která je dnes součástí římskokatolické církve.
Šíření pravoslaví v moderní době na tomto území je spojeno začleněním tzv. Znovuzískaných území po druhé světové válce.  Dne 7. května 1946 byla zřízena administratura pravoslavných farností, ze které byla 15. července zřízena eparchie Znovuzískaných území. O dva roky později získala eparchie název vratislavská.

## Seznam biskupů
- 1946–1948 Dionisij (Valedinskij) dočasný správce
- 1948–1951 Michail (Kedrov)
- 1951–1953 Makary (Oksijuk) dočasný správce
- 1961–1970 Bazyli (Doroszkiewicz)
- 1970–1982 Aleksy (Jaroszuk)
- 1982–1983 Szymon (Romańczuk) dočasný správce
- 1983–2017 Jeremiasz (Anchimiuk)
- 2017–2017 Grzegorz (Charkiewicz) dočasný správce
- od 2017 Jerzy (Pańkowski)